# Lê Giốc
Lê Giốc hay Lê Giác (? - 1378) là một đại quan nhà Trần trong lịch sử Việt Nam.

## Tiểu sử
Lê Giốc là người ở làng Kẻ Rỵ, thuộc huyện Đông Sơn; nay là làng Phủ Lý, xã Thiệu Trung, huyện Thiệu Hóa, tỉnh Thanh Hóa.
Ông là con danh sĩ Lê Quát, đỗ Thái học sinh, làm quan trải đến chức Thượng thư Hữu bật nhập nội hành khiển (tương đương chức Thủ tướng ngày nay). Theo tài liệu Bản xã tiên hiền và Lê gia chính phả (xã Thiệu Trung, huyện Thiệu Hóa, tỉnh Thanh Hóa) thì Lê Giốc học giỏi, đỗ Đệ Tam giáp đồng tiến sĩ xuất thân khoa Tân Mùi (1331), triều vua Trần Hiến Tông. Sách Đại Việt lịch triều đăng khoa lục lại viết ông đỗ Thái học sinh khoa thi năm Giáp Tuất (1334).
Thời vua Trần Nghệ Tông, Lê Giốc làm Tuyên phủ sứ Nghệ An. Theo sách Đại Việt sử ký toàn thư, thời gian đó quân Chiêm Thành liên tiếp đánh ra bắc, quân nhà Trần bại trận. Sau khi em Trần Nghệ Tông là Trần Duệ Tông bị tử trận năm 1377 khi đi đánh Chiêm tại Chà Bàn, thế lực nhà Trần càng yếu hơn.
Cũng trong năm đó, Chế Bồng Nga lại đánh ra Nghệ An, lập hoàng thân Ngự Câu vương Trần Húc (đầu hàng trong trận Chà Bàn) làm vua. Tháng 6 (âm lịch) năm 1378, quân Chiêm đánh vào sông Đại Hoàng  rồi đánh vào kinh thành Thăng Long. Thượng hoàng Trần Nghệ Tông mang vua cháu Trần Phế Đế (con Duệ Tông) bỏ chạy.
Lúc bấy giờ Lê Giốc đang giữ chức Kinh doãn tại kinh thành, bị quân Chiêm bắt được. Sách Lịch triều hiến chương loại chí của Phan Huy Chú chép:
...Nhiều người theo mệnh lệnh của giặc, chỉ trừ có ông. Ông bị giặc bắt, giặc bảo lạy, ông cả giận nói: "Tao là trọng thần nước lớn, há lại lạy mày là quân tiểu man à?" (Rồi) chửi không ngớt miệng, bị giặc giết. Về sau, triều đình gọi (ông) là "mạ tặc trung vũ hầu" (nghĩa là "Ông hầu trung dũng chửi giặc").

## Khen ngợi và nhớ ơn
Nhà sử học đời Hậu Lê là Ngô Sĩ Liên đã khen ngợi Lê Giốc như sau: 
Bỏ sống để giữ nghĩa còn hơn là sống, cầu sống mà chịu nhục người quân tử không làm. Kinh Dịch nói: Người quân tử thà hy sinh tính mạng để thực hiện chí hướng của mình, Giốc là người như vậy.
Đến đời nhà Nguyễn, nhà sử học Phan Huy Chú cũng đã trân trọng xếp Lê Giốc vào nhóm Bảy bề tôi tiết nghĩa đời nhà Trần. Và vua Tự Đức cũng có thơ vịnh Lê Giốc:
Đời mạt văn tàn võ chẳng trau
Quân thua một trận thật là đau
Chỉ đem tấc lưỡi la quân giặc
Để tiếng ngàn thu "Mạ tặc thần".
Theo một bài viết đăng trên báo Thanh Hóa, thì ở làng Kẻ Rỵ có đền thờ Lê Giốc. Nhân dân ở đây từ lâu đã tôn ông làm Tiên hiền với duệ hiệu là: "Đệ tam giáp đồng tiến sĩ xuất thân, Mạ tặc trung vũ hầu Lê tướng công" . Trong đền thờ có đôi câu đối:
Mạ tặc trung thần thanh vạn đại
Thướng thiên ánh tuyết bạch tam quan.
Nghĩa là:
Trung thần chửi giặc tiếng lưu vạn đại
Ánh hào quang trên trời vẫn rọi chiếu cửa đền.
Ngoài ra, theo Từ điển nhân vật lịch sử Việt Nam thì Lê Giốc còn được sắc phong là phúc thần, và có miếu thờ ở ven sông Đại Hoàng.